# 신주쿠 스미토모 빌딩
신주쿠 스미토모 빌딩(일본어: 新宿住友ビルディング)은 일본 도쿄도 신주쿠에 있는 고층 건물이다. 1974년 3월 완공되었으며 지상 52층, 높이 210.3m로 완공 당시에는 일본 최초로 200m를 넘은 건물이었다. 오피스 빌딩이지만 지하 1층에는 쇼핑몰이 있고, 48-52층에는 레스토랑이 있다.

## 같이 보기
- 일본의 마천루 목록
- 도쿄도의 마천루 목록